# Reconstruction de l'hymen
La reconstruction de l’hymen est une opération de chirurgie plastique, elle permet aux femmes de recouvrir une virginité.
Deux techniques de reconstruction de l’hymen peuvent être réalisées : l’hyménoplastie et l’hyménorraphie.

## L’hyménoplastie
L’hyménoplastie est une opération qui permet la restauration définitive de l’hymen.

## L’hyménorraphie
L’hyménorraphie est une opération qui permet la restauration temporaire de l’hymen.